# Гізінґерит
Гізінгерит, гізінґерит (рос. гизингерит; англ. hisingerite; нім. Hisingerit m) – аморфний залізистий аналог алофану змінного складу.

## Етимологія та історія
Вперше він був описаний в 1828 році в Риддархіттані, Вестманланд, Швеція.
Названий на честь Вільгельма фон Гізінґера (1766-1852), шведського хіміка.

## Загальний опис
Хімічна формула: mFe2O3xnSiO2xp Н2О. Склад у %: Fe2O3 – 45,8; FeO – 20,6; SiO2 – 17,1; Н2О – 5,1. Домішки: MgO. Сингонія імовірно моноклінна. Густина 2,5-3. Твердість 3. Колір жовто-бурий, темно-бурий до чорного. Блиск жирний або восковий. Злом раковистий. Знаходиться в зоні окиснення деяких залізорудних родовищ.